# Dez elementos básicos de sobrevivência

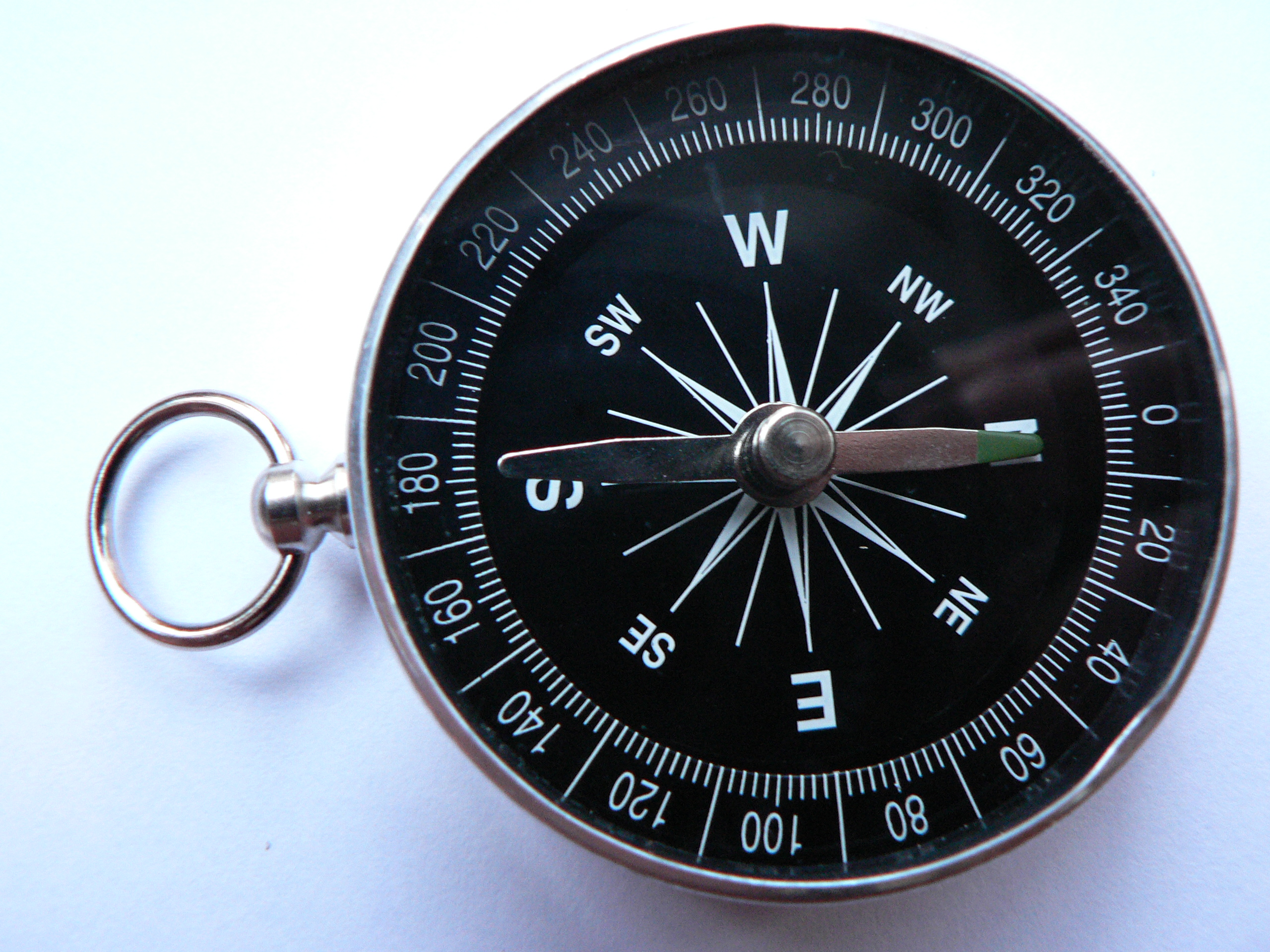
Bússola.

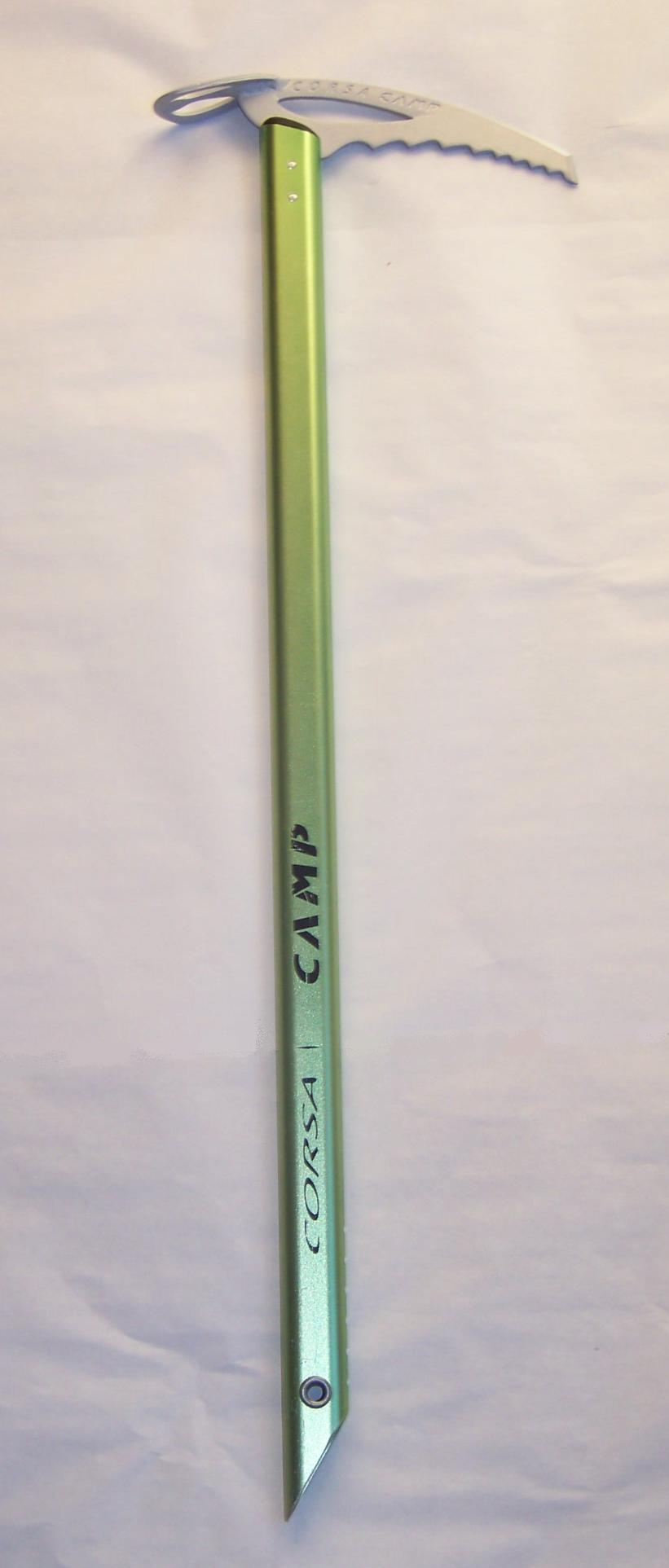
Picareta para gelo.

Os dez elementos básicos de sobrevivência são ferramentas que os clubes de montanhismo e/ou de caminhada e exploração recomendam para uma viagem ou travessia em segurança.
Os dez elementos essenciais foram descritos pela primeira vez na década de 1930 por um clube de montanhistas que realizava caminhadas e escaladas. Hoje em dia são muitos os especialistas e as organizações que os recomendam e tentam consciencializar os excursionistas, mochileiros e/ou montanhistas que se assegurem de levar consigo estes utensílios considerados essenciais para a sobrevivência em locais remotos.

## Lista de elementos essenciais
Os dez elementos essenciais são:  
- Mapa

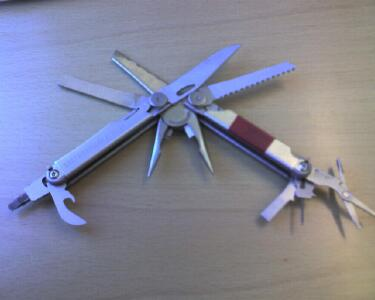
Canivete multi-uso.

- Bússola (opcionalmente e se for possível, complementada com recetor GNSS)
- Óculos de sol, protetor solar (filtro solar) e gorro
- Dose extra de alimentos (preferencialmente liofilizados)
- Água adicional ou sumo, batido
- Muda de roupa limpa de acordo com as condições meteorológicas e cordas,
- Lampião / lanterna
- Caixa de primeiros socorros
- Ferrocério ou acendedor/ateador de fogo[2]
- Faca (por exemplo, num canivete)

## Elementos complementares
É sempre recomendado dispor de utensílios complementares a estes dez, como por exemplo:
- Purificadores portáteis de água e garrafas de água (ou conta-gotas com 20 mg de hipoclorito de sódio para potabilizar água).
- Picareta para gelo ou neve (se necessário)
- Kit de reparação, incluindo uma fita adesiva e materiais de costura básica
- Repelente para insetos (ou roupa concebida para tal fim)
- Dispositivos de sinalização, como: um apito, rádio bidirecional ou walkie-talkie, telefone celular / telemóvel ou telefone por satélite, espelho de sinais inquebrável para comunicação ótica ou bengalas.
- Lona de polietileno e corda (se for necessário sair para procurar refúgio alternativo).

Nem todas as expedições ou excursões requerem o uso da totalidade dos elementos essenciais. Levar estes artigos básicos aumenta as possibilidades de sobrevivência face a emergências inesperadas.